# Jaffna
Jaffna (Tiếng Tamil: யாழ்ப்பாணம் Yalpanam, Sinhala: යාපනය Yāpanaya) là một thành phố lớn ở Sri Lanka. Đây là thành phố thủ phủ của tỉnh Phía Bắc (Northern) Sri Lanka. Đây là trụ sở hành chính của huyện Jaffna nằm trên bán đảo Jaffna. Nó cũng là thành phố lớn thứ ba trong nước, sau cố đô Colombo và thành phố Kandy.
Thành phố Jaffna cách Kandarodai 6 dặm về phía Bắc, phục vụ như là một trung tâm thương mại nổi tiếng tại bán đảo Jaffna từ thời cổ đại. Cùng trên một bán đảo Nallur nằm trong thành phố Jaffna ngày nay được biết đến như là kinh đô của Vương quốc Jaffna trong 4 thế kỷ dưới thời trung cổ. Trước khi cuộc nội chiến Sri Lanka diễn ra, thành phố Jaffna là đô thị đông dân thứ hai của Sri Lanka sau thủ phủ thương mại Colombo. Từ năm 1980, trong cuộc nội chiến, quân nổi dậy đã chiếm đóng thành phố và dân số giảm sút nghiêm trọng vì chiến sự. Sau khi kết thúc nội chiến, kể từ năm 2009, những người tị nạn, tha hương trở về lại thành phố. Chính phủ trung ương cho xây dựng lại kinh tế và cơ sở hạ tầng, khu vực kinh tế tư nhân bắt đầu được phát triển.
Trong lịch sử, Jaffna đã là một cứ địa tranh chấp của các phe thực dân, năm 1619 nó trở thành một thành phố cảng của Bồ Đào Nha và sau đó thuộc quyền kiểm soát của Hà Lan và Hà Lan đã mất thành phố cảng này vào tay người Anh vào năm 1796. Sau khi Sri Lanka giành được độc lập năm 1948, mối quan hệ chính trị giữa người Sri Lanka chiếm đa số với người Tamil và Sinhalese là thiểu số ngày càng tồi tệ. Sau Cuộc tàn sát tháng bảy đen tối, nội chiến Sri Lanka nổ ra năm 1983. Jaffna bị chiếm đóng bởi phiến quân Những con Hổ giải phóng Tamil (LTTE) vào năm 1986. Năm 1987 được Lực lượng gìn giữ hoà bình Ấn Độ (IPKF) chiếm đóng và chính phủ Sri Lanka đã giành quyền kiểm soát vào năm 1995.

## Liên kết
- Jaffna District – Jaffna Traveler Information
- Yarl Mann – Jaffna Culture, Tradition & Heritage Lưu trữ ngày 25 tháng 10 năm 2020 tại Wayback Machine